# Mongoloniscus sinensis
Mongoloniscus sinensis is een pissebed uit de familie Trachelipodidae. De wetenschappelijke naam van de soort is voor het eerst geldig gepubliceerd in 1901 door Dollfus.